# Mesocyclops yutsil
Mesocyclops yutsil – gatunek widłonoga z rodziny Cyclopidae. Opisał go Frank Fiers w artykule opublikowanym w 1996 roku przez zespół zoologów w składzie: Frank Fiers, Janet. W. Reid, Thomas M. Iliffe i Eduardo Suárez-Morales.